# Любов Загоровська
Любов Загоровська (* 15 березня 1981, Івано-Франківськ)  — українська письменниця, журналістка. Закінчила філологічний факультет Прикарпатського національного університету ім. В.Стефаника. Після закінчення працювала в обласній науковій бібліотеці ім. І. Франка, потім журналістом місцевих ЗМІ. Авторка поетичної книги «Назустріч вітру», яка була відзначена міською літературною премією ім. І. Франка,
роману «Коли були ми…», збірки оповідань «На їхніх маленьких плечах…», казок «Завдання для Бабайка, або Різдвяна плутанина» та книжки спогадів «Моя #УПА».

### Видання
- Назустріч вітру / поезія / Лілея НВ, 2011
- «Коли були ми…» / роман / Видавництво Старого Лева, 2018
- «На їхніх маленьких плечах…» / збірка оповідань / Веселка, 2018
- «Завдання для Бабайка, або Різдвяна плутанина» / збірка казок / Віват, 2021
- «#МояУПА» / спогади / Видавництво Старого Лева, 2022

### Номінації та нагороди
- Літературно-мистецька премія ім. Олени Пчілки за збірку оповідань «На їхніх маленьких плечах…».[3]
- Перше місце на конкурсі сценаріїв та сценарних ідей «СВОЄ КІНО-3» за оповідання «Доброго дня, Ангеле!».[4]